# ハンブルガーSV
ハンブルガー・シュポルト＝フェアアイン・エー・ファウ（Hamburger Sport-Verein e. V.）は、ドイツ・ハンブルクに本拠地を置く総合スポーツクラブ。通称：ハンブルガーSV（ハンブルガー・エス・ファウ）、略称：HSV（ハー・エス・ファウ）。バドミントン、バスケットボール、野球、ハンドボールをはじめ様々な種目のスポーツ部門を傘下に持つ登録社団。サッカー部門が特に知られており、この項で扱う。
「Sport-Verein」（シュポルト＝フェアアイン）とは「スポーツ協会、連盟」と訳せる言葉である。サッカーのトップチームは2017-18シーズンまではブンデスリーガから降格した経験がなかったことでも知られる。

## 歴史

### 創設期

ハンブルク市の旗や紋章に描かれた赤色はクラブのユニフォームカラーとして採用された。

1887年9月29日、「ヴァンツベック＝マリーエンターラーSC」と「ホーエンフェルダーSC」が合併しSCゲルマニアを創設。同クラブはハンブルガーSVの前身となる3つのスポーツクラブのうちの一つであり、クラブはこの年を創設年としている。
1888年6月1日、ギムナジウムの学生により「ハンブルガーFC」を創設し、1914年に「ハンブルガーSV」と改称。1906年には「FCファルケ」が創設されたが、3つのクラブは第一次世界大戦終結後の1919年7月1日に「ハンブルガーSV」として合併した。クラブの公式カラーは「ハンブルガーSV」や「SCゲルマニア」のカラーでもあった青と白と黒が採用されたが、それとは対照的にホーム用のユニフォームにはハンブルク市の旗や紋章の色でありハンザ同盟の色でもある赤と白を採用した。
ドイツ・サッカー選手権では1921-22シーズンに初の決勝進出を果たし1.FCニュルンベルクとの対戦となり再試合に持ち込まれたが2試合とも決着がつかずドイツサッカー連盟 (DFB) はハンブルガーSVを勝者と定めたが、クラブはこのタイトルを返上した。翌1922-23シーズンに2大会連続で決勝進出をするとウニオン・オーバーシェーネヴァイデを3-0で下し初タイトルを獲得、1927-28シーズンにはヘルタ・ベルリンを5-2で下し2度目のタイトルを獲得した。

### 1950年代から1960年代

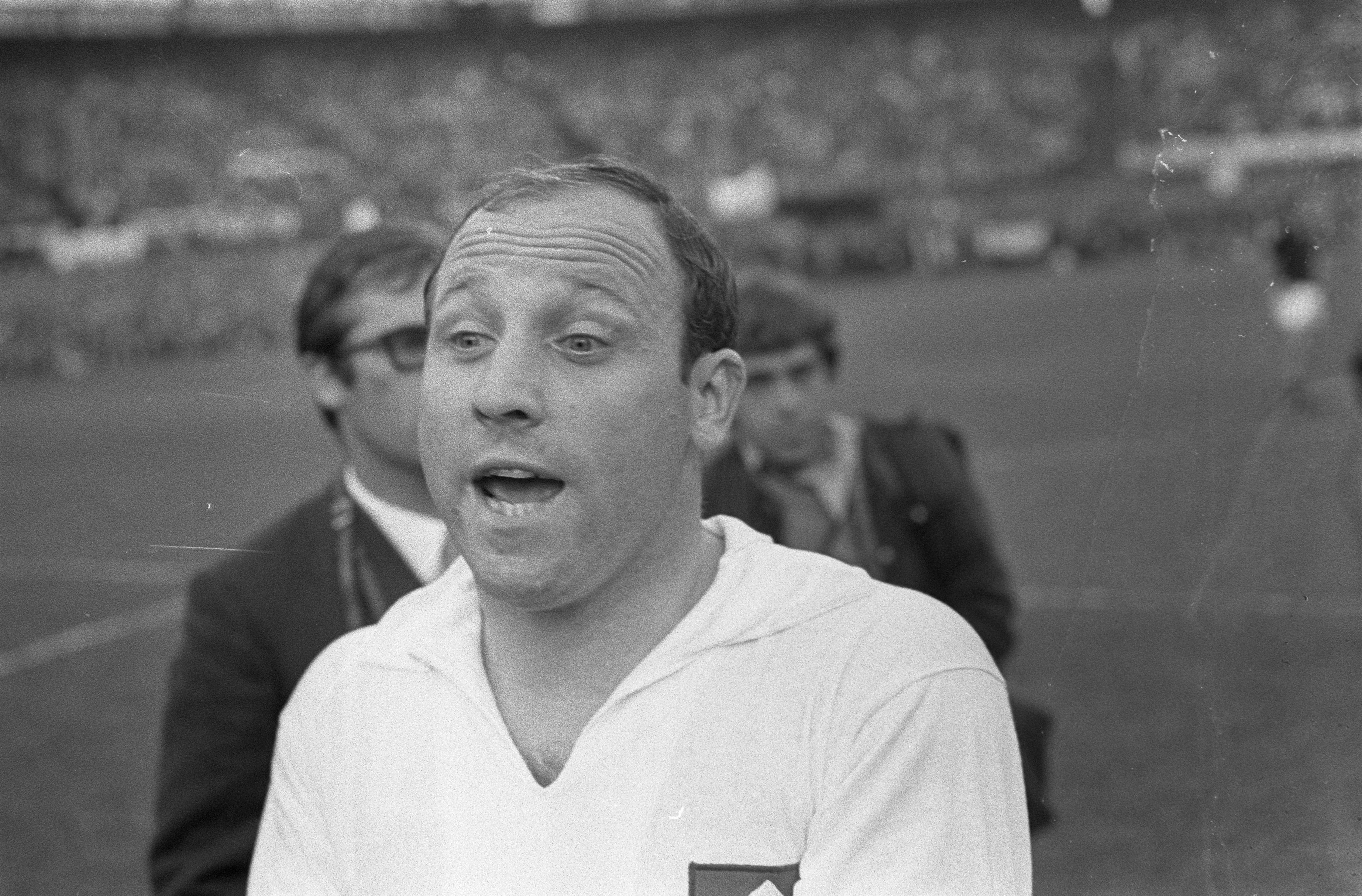
1950年代から1960年代の中心選手・ウーヴェ・ゼーラー。

1953年、後にドイツ代表となるウーヴェ・ゼーラーが入団。1955-56シーズンのDFBポカールでは決勝戦でカールスルーエSCに敗れ準優勝に終わったが、1959–60シーズンのドイツ選手権では決勝で1.FCケルンを3-2と下し32年ぶり3度目のタイトルを獲得。ゼーラーは1960年から選定の始まった年間最優秀選手賞の最初の受賞者となった。1962–63シーズンのDFBポカールでは決勝戦でボルシア・ドルトムントを3-0と下して初優勝を果たすと、国際舞台においてもUEFAカップウィナーズカップ 1967-68ではフランスのオリンピック・リヨンやウェールズのカーディフ・シティFCなどを下して決勝進出、決勝戦ではイタリアのACミランに敗れたものの準優勝の結果を残した。ゼーラーは1964年と1970年にも年間最優秀選手賞を受賞し人気選手となったが、一方で国内リーグでは1963年に発足したブンデスリーガの創設メンバーとなったものの、ゼーラーの現役時代にはリーグタイトルを獲得することは出来なかった。

### 1970年代から1980年代

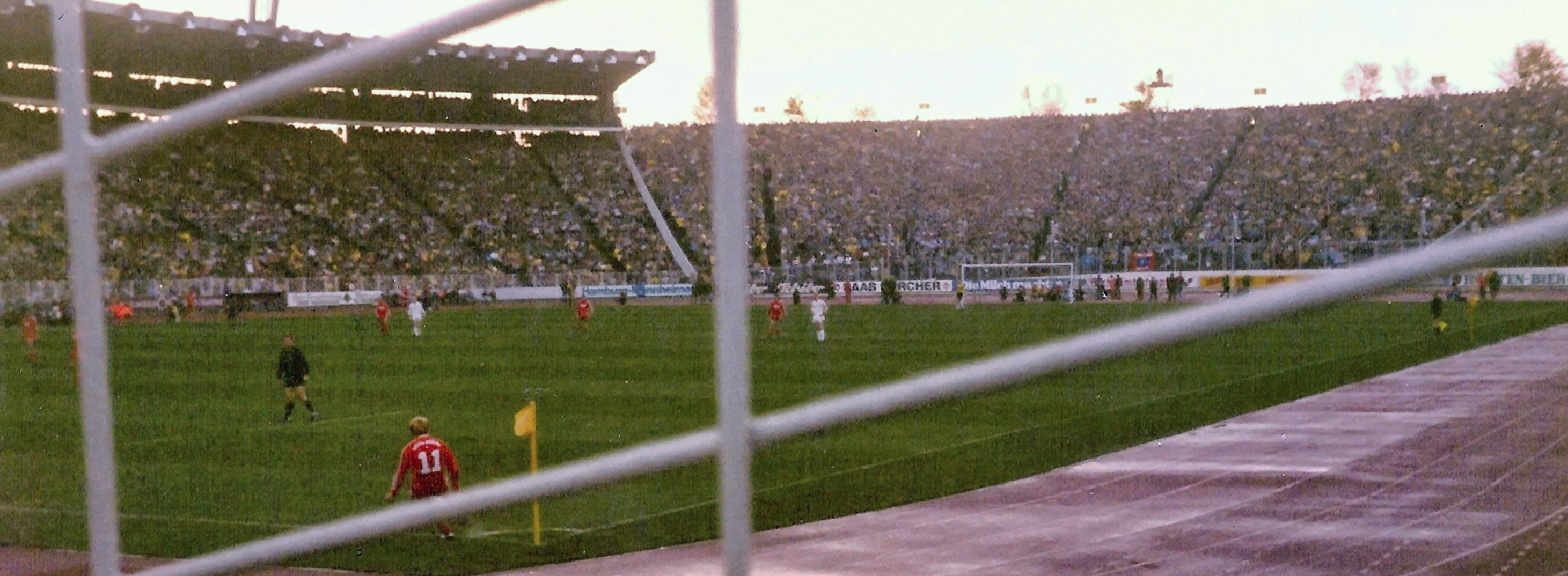
1981年2月に行われたバイエルン・ミュンヘン戦。

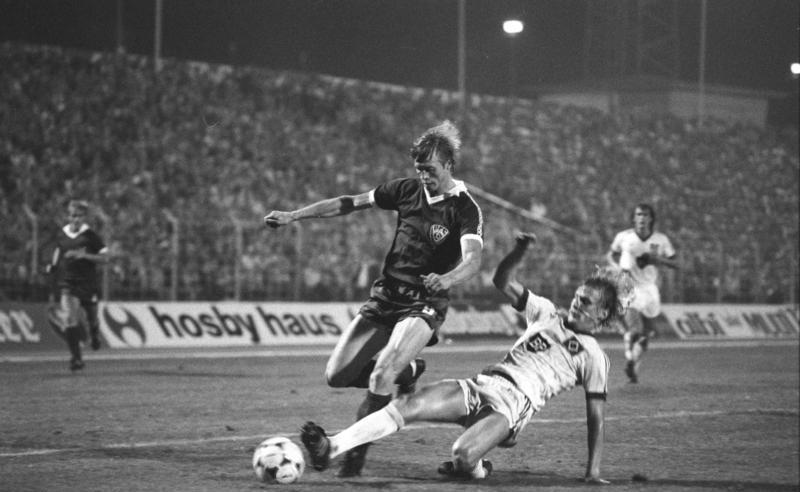
1982年9月に行われたディナモ・ベルリン戦。

1972–73シーズンにはDFBリーガポカールで優勝。国内リーグではゼーラーの引退と前後して下位に低迷したものの、クノ・クレッツァー監督の指揮の下で後にドイツ代表となるマンフレート・カルツ、フェリックス・マガト、カスパー・メメリングらが加入。1975–76シーズンにはDFBポカール決勝で1.FCニュルンベルクを2-0と下し2度目のタイトルを獲得すると、UEFAカップウィナーズカップ 1976-77ではベルギーのRSCアンデルレヒトを2–0と下して初のヨーロッパタイトルを獲得した。さらに1977年5月、イングランドのリヴァプールFCから当時の世界的選手の一人だったケビン・キーガンが移籍。翌1978年1月にはゼネラルマネージャーとしてギュンター・ネッツァー、同年7月には監督としてユーゴスラビアのブランコ・ゼベツを招聘。ストライカーのホルスト・ルベッシュも加入し1978-79シーズンにはブンデスリーガ初優勝を果たした。
UEFAチャンピオンズカップ 1979-80では準決勝でスペインのレアル・マドリードを下し決勝進出を果たすが、決勝ではブライアン・クラフの率いるイングランドのノッティンガム・フォレストFCに0-1で敗退。
1981年7月、 オーストリアのエルンスト・ハッペルが監督に就任。UEFAカップ1981-82では決勝戦でスウェーデンのIFKヨーテボリに敗れタイトルを逃したが、1981-82シーズンのブンデスリーガでは36試合無敗記録を作り、1978-79シーズン以来2度目のタイトルを獲得。27得点をあげたルベッシュが得点王となった。翌1982-83にはUEFAチャンピオンズカップ 1982-83に出場しソ連のディナモ・キーウやスペインのレアル・ソシエダを下して決勝戦へ進出すると、決勝ではイタリアのユヴェントスFCをマガトの決勝点で1-0と下し初優勝を収めた。またブンデスリーガにおいても連覇を成し遂げるなど、クラブの歴史上において最も成功した瞬間を祝った。その後、1986-87シーズンのブンデスリーガでは2位となり、DFBポカール決勝ではシュトゥットガルター・キッカーズを3-1と下して3度目のタイトルを獲得したが、ハッペルは1987年6月限りで退任した。

### 1990年代から2000年代
ハッペルの退任を経て1990年代に入ると下位に低迷するようになり、1990–91シーズンに在籍したトーマス・ドルが当時の記録となる1600万ドイツマルクの移籍金でイタリアのSSラツィオへ移籍したことや、クラブOBのマガトの監督復帰やゼーラーの会長就任などが明るい話題となった。
1999-00シーズンにはフランク・パーゲルスドルフ監督の指揮の下で好調を維持しリーグ戦を3位で終えると、UEFAチャンピオンズリーグ 2000-01予選への出場権を獲得。デンマークのブレンビーIFを下して1次グループリーグへ進出すると、イタリアのユヴェントスFCに対して1勝1引き分けと健闘したもののスペインのデポルティーボ・ラ・コルーニャとギリシャのパナシナイコスFCに競り負けグループ3位で敗退した。
2004年、クラブOBのドルが監督に就任。2005-06シーズンは3位でシーズンを終え、オフには左サイドバックとしてファン・パブロ・ソリン、ディフェンスラインの要としてヴァンサン・コンパニ、ヨリス・マタイセン、FWにはブバカル・サノゴやダニエル・リュボヤを獲得したが、2006-07シーズンは攻守の歯車がかみ合わず、一時期は2部降格圏をさまようまで成績が低迷、ドルからフーブ・ステフェンスへの監督交代で建て直しに成功したが、2000-01シーズン以来の出場となったUEFAチャンピオンズリーグ 2006-07では、予備戦3回戦でCAオサスナに勝ち抜き本戦出場を決めたものの、アーセナルやポルト、CSKAモスクワと同組となったグループリーグでは第5節まで連敗を続け、最終節のホームで迎えたCSKAモスクワ戦で勝利したものの、1勝5敗でグループリーグ最下位での敗退となった。
2008年、オランダのマルティン・ヨルが監督に就任。2008–09シーズンのDFBポカールとUEFAカップ 2008-09はともに準決勝進出を果たすが、いずれもヴェルダー・ブレーメンに敗れ決勝進出を逃した。2009年、ヨルの後任としてブルーノ・ラッバディアが監督に就任。UEFAカップから改編されたUEFAヨーロッパリーグ 2009-10では準決勝進出を果たすが、イングランドのフラムFCに敗れた。

### 2010年代
2010-11シーズンからはアルミン・フェーが監督に就任したが、シーズンを通じて成績が低迷し2011年3月に行われたバイエルン・ミュンヘン戦で0-6と大敗すると、監督を解任された。最終的に8位でシーズンを終えたが、それまで維持し続けていたUEFA主催の国際大会への出場権を失った。2011-12シーズンは開幕から下位に低迷し、2011年10月にトルステン・フィンクが監督に就任した後も成績が伸び悩むなどクラブ史上初の降格も現実味を帯びたが15位で辛うじて残留を果たし、翌2012-13シーズンは7位でシーズンを終えた。
2013-14シーズンも引き続きフィンクが指揮を執ったがシーズン最中に解任され、オランダのベルト・ファン・マルワイクが監督に就任したがチーム状態を立て直すことは出来ず2014年2月に解任。後任にミルコ・スロムカが就任すると最終的に16位となり、SpVggグロイター・フュルトとの入れ替え戦の末にかろうじて残留を決めた。
2014-15シーズンも不振を抜けられず、昇格組のパーダーボルンに完封負けするなど1分2敗となり、9月15日にスロムカ監督を解任した。
ブルーノ・ラッバディア監督就任後に最後の数試合で勝ち点10を獲得。特に最終節の前までは自動降格圏内の17位であったが、最終戦のシャルケ戦を2-0でものにし、最終的には逆転で昨シーズンに続き16位となった。山田大記の所属するカールスルーエSCとの入れ替え戦は、第1戦のホームを1-1で引き分けるも、第2戦のアウェー戦を延長戦の末、2-1の勝利で残留を果たした。なおセレッソ大阪から復帰したゴイコ・カチャルはシーズン終盤の31節から33節にかけて3連続ゴールを決め残留に貢献した。
2016-17シーズンは開幕5試合で勝ち点1に留まりラッバディアは解任され、後任にマルクス・キズドルが就任。その後も未勝利が続いたが、12節でようやく初勝利を挙げる。
そして16位で迎えた最終節のVfLヴォルフスブルク戦、両チーム共に勝てば自力残留が決まる大一番を2-1で勝利し14位で残留を決めた。
2017-18シーズンは開幕2連勝だったものの開幕戦でニコライ・ミュラーがゴール後のパフォーマンスで着地に失敗して右膝前十字靭帯断裂する重傷で7か月の離脱もあり、残留争いに巻き込まれ、第19節で最下位の1.FCケルンに敗戦したことを受けてキズドル監督を解任した。
2018年5月12日のリーグ最終節ボルシア・メンヒェングラートバッハ戦で2-1と勝利したが、勝ち点2差の16位につけるVfLヴォルフスブルクが1.FCケルンに勝ったため、クラブ史上初の2部降格が決定した。幾度となく奇跡を起こしてきたハンブルガーSVだったが、54年間守り続けた降格なしの伝統は終わりを迎えた。
1年でのブンデスリーガ復帰が求められていた2018-19シーズンは4位で終了した。

### 2020年代
2019-20シーズンと2020-21シーズンも2部で4位に終わる。2021-22シーズンは3位で昇格プレーオフ（入れ替え戦）に回るも、1部のヘルタ・ベルリンに敗れ昇格はならなかった。
2022-23シーズンは最終節まで自動昇格2枠を3チームで争い、ハンブルガーはSVダルムシュタット98、1.FCハイデンハイムに次ぐ3位に付けていた。アウェイでザントハウゼンに勝利したチームは、上位2チームの結果を待っていた。この時点でダルムシュタットとハイデンハイム双方が負けており、昇格を確信したファンがホイッスルと同時にピッチに雪崩れ込み、選手とともに昇格を祝った。会場アナウンスがハンブルガーの昇格を報じたことも歓喜を後押しした。しかし、ハイデンハイムは93分にPKで同点に追いつくと、99分には劇的な逆転ゴールを決め2-3で試合終了。1部昇格を決めると共に2部優勝も手にしたため、ハンブルガーは2年連続で3位に終わり昇格プレーオフに回ることとなった。その後ザントハウゼンは誤報を認め、ハンブルガーのサポーターに向けて謝罪した。プレーオフでは2戦合計1-6でVfBシュトゥットガルトに敗れ、またしても昇格はならなかった。
2023-24シーズンは地元の最大のライバルであったFCザンクトパウリが2部で優勝、2位に滑り込んだホルシュタイン・キールに昇格を決められ、3位を目指すも最終節を前にフォルトゥナ・デュッセルドルフとの勝ち点差が4に広がりプレーオフ進出すら逃してしまい4位フィニッシュ。7年連続の2部残留となった。これにより、2024-25シーズンはクラブ史上初めてザンクトパウリよりも低い順位でシーズンを戦う屈辱となった。
2024-25シーズンは5月10日に行われたSSVウルム1846戦を6-1で勝利し自動昇格圏内の2位以上が確定。実に8年ぶりとなる1部復帰を決めた。

### エピソード
2010年以降、FCバイエルン・ミュンヘンを非常に苦手としており、0-6（2010-11）, 0-5（2011-12）, 2-9（2012-13）, 1-4（2013-14）, 0-8（2014-15）, 0-5（2015-16）, 0-8（2016-17）, 0-6（2017-18）と8年連続で大敗している。また、過去10試合で44失点を記録し、1試合平均4.4ゴールを決められている計算となる。

## タイトル

### 国内タイトル
- ブンデスリーガ：3回
  - 1978-79, 1981-82, 1982-83

- DFBポカール：3回
  - 1962-63, 1975-76, 1986-87

- DFLリーガポカール：2回
  - 1972-73, 2002-03

- ドイツ・サッカー選手権：3回
  - 1922-23, 1927-28, 1959-60

- 北ドイツ・サッカー選手権：10回
  - 1921, 1922, 1923, 1924, 1925, 1928, 1929, 1931, 1932, 1933

- オーバーリーガ北部：15回
  - 1948, 1949, 1950, 1951, 1952, 1953, 1955, 1956, 1957, 1958, 1959, 1960, 1961, 1962, 1963

- ガウリーガ・ノルトマルク：4回
  - 1937, 1938, 1939, 1941

- ガウリーガ・ハンブルク：1回
  - 1945

- シュタッツリーガ・ハンブルク：1回
  - 1946

### 国際タイトル
- UEFAチャンピオンズリーグ：1回
  - 1982-83

- UEFAカップウィナーズカップ：1回
  - 1976-77

- UEFAインタートトカップ：2回
  - 2005, 2007

## 過去の成績
出典
| シーズン | ディビジョン      | ディビジョン | ディビジョン | ディビジョン | ディビジョン | ディビジョン | ディビジョン | ディビジョン | ディビジョン | DFBポカール  |
| シーズン | リーグ            | 試           | 勝           | 分           | 敗           | 得           | 失           | 点           | 順位         | DFBポカール  |
| -------- | ----------------- | ------------ | ------------ | ------------ | ------------ | ------------ | ------------ | ------------ | ------------ | ------------ |
| 1963-64  | ブンデスリーガ1部 | 30           | 11           | 10           | 9            | 69           | 60           | 32           | 6位          | 1回戦敗退    |
| 1964-65  | ブンデスリーガ1部 | 30           | 11           | 5            | 14           | 46           | 56           | 27           | 11位         | 2回戦敗退    |
| 1965-66  | ブンデスリーガ1部 | 34           | 13           | 8            | 13           | 64           | 52           | 34           | 9位          | 準々決勝敗退 |
| 1966-67  | ブンデスリーガ1部 | 34           | 10           | 10           | 14           | 37           | 53           | 30           | 14位         | 準優勝       |
| 1967-68  | ブンデスリーガ1部 | 34           | 11           | 11           | 12           | 51           | 54           | 33           | 13位         | 1回戦敗退    |
| 1968-69  | ブンデスリーガ1部 | 34           | 13           | 10           | 11           | 55           | 55           | 36           | 6位          | 準々決勝敗退 |
| 1969-70  | ブンデスリーガ1部 | 34           | 12           | 11           | 11           | 57           | 54           | 35           | 6位          | 2回戦敗退    |
| 1970-71  | ブンデスリーガ1部 | 34           | 13           | 11           | 10           | 54           | 63           | 37           | 5位          | 準々決勝敗退 |
| 1971-72  | ブンデスリーガ1部 | 34           | 13           | 7            | 14           | 52           | 52           | 33           | 10位         | 2回戦敗退    |
| 1972-73  | ブンデスリーガ1部 | 34           | 10           | 8            | 16           | 53           | 59           | 28           | 14位         | 2回戦敗退    |
| 1973-74  | ブンデスリーガ1部 | 34           | 13           | 5            | 16           | 53           | 62           | 31           | 12位         | 準優勝       |
| 1974-75  | ブンデスリーガ1部 | 34           | 18           | 7            | 9            | 55           | 38           | 43           | 4位          | 2回戦敗退    |
| 1975-76  | ブンデスリーガ1部 | 34           | 17           | 7            | 10           | 59           | 32           | 41           | 2位          | 優勝         |
| 1976-77  | ブンデスリーガ1部 | 34           | 14           | 10           | 10           | 67           | 56           | 38           | 6位          | 2回戦敗退    |
| 1977-78  | ブンデスリーガ1部 | 34           | 14           | 6            | 14           | 61           | 67           | 34           | 10位         | ベスト16     |
| 1978-79  | ブンデスリーガ1部 | 34           | 21           | 7            | 6            | 78           | 32           | 49           | 1位          | 1回戦敗退    |
| 1979-80  | ブンデスリーガ1部 | 34           | 20           | 8            | 6            | 86           | 35           | 48           | 2位          | 3回戦敗退    |
| 1980-81  | ブンデスリーガ1部 | 34           | 21           | 7            | 6            | 73           | 43           | 49           | 2位          | 準々決勝敗退 |
| 1981-82  | ブンデスリーガ1部 | 34           | 18           | 12           | 4            | 95           | 45           | 48           | 1位          | 準決勝敗退   |
| 1982-83  | ブンデスリーガ1部 | 34           | 20           | 12           | 2            | 79           | 33           | 52           | 1位          | ベスト16     |
| 1983-84  | ブンデスリーガ1部 | 34           | 21           | 6            | 7            | 75           | 36           | 48           | 2位          | ベスト16     |
| 1984-85  | ブンデスリーガ1部 | 34           | 14           | 9            | 11           | 58           | 49           | 37           | 5位          | 1回戦敗退    |
| 1985-86  | ブンデスリーガ1部 | 34           | 17           | 5            | 12           | 52           | 35           | 39           | 7位          | 1回戦敗退    |
| 1986-87  | ブンデスリーガ1部 | 34           | 19           | 9            | 6            | 69           | 37           | 47           | 2位          | 優勝         |
| 1987-88  | ブンデスリーガ1部 | 34           | 13           | 11           | 10           | 63           | 68           | 37           | 6位          | 準決勝敗退   |
| 1988-89  | ブンデスリーガ1部 | 34           | 17           | 9            | 8            | 60           | 36           | 43           | 4位          | 準々決勝敗退 |
| 1989-90  | ブンデスリーガ1部 | 34           | 13           | 5            | 16           | 39           | 46           | 31           | 11位         | 1回戦敗退    |
| 1990-91  | ブンデスリーガ1部 | 34           | 16           | 8            | 10           | 60           | 38           | 40           | 5位          | ベスト16     |
| 1991-92  | ブンデスリーガ1部 | 38           | 9            | 16           | 13           | 32           | 43           | 34           | 12位         | 2回戦敗退    |
| 1992-93  | ブンデスリーガ1部 | 34           | 8            | 15           | 11           | 42           | 44           | 31           | 11位         | 2回戦敗退    |
| 1993-94  | ブンデスリーガ1部 | 34           | 13           | 8            | 13           | 48           | 52           | 34           | 12位         | ベスト16     |
| 1994-95  | ブンデスリーガ1部 | 34           | 10           | 9            | 15           | 43           | 50           | 29           | 13位         | 2回戦敗退    |
| 1995-96  | ブンデスリーガ1部 | 34           | 12           | 14           | 8            | 52           | 47           | 50           | 5位          | 1回戦敗退    |
| 1996-97  | ブンデスリーガ1部 | 34           | 10           | 11           | 13           | 46           | 60           | 41           | 13位         | 準決勝敗退   |
| 1997-98  | ブンデスリーガ1部 | 34           | 11           | 11           | 12           | 38           | 46           | 44           | 9位          | 2回戦敗退    |
| 1998-99  | ブンデスリーガ1部 | 34           | 13           | 11           | 10           | 47           | 46           | 50           | 7位          | ベスト16     |
| 1999-00  | ブンデスリーガ1部 | 34           | 16           | 11           | 7            | 63           | 39           | 59           | 3位          | ベスト16     |
| 2000-01  | ブンデスリーガ1部 | 34           | 10           | 11           | 13           | 58           | 58           | 41           | 13位         | 2回戦敗退    |
| 2001-02  | ブンデスリーガ1部 | 34           | 10           | 10           | 14           | 51           | 57           | 40           | 11位         | 2回戦敗退    |
| 2002-03  | ブンデスリーガ1部 | 34           | 15           | 11           | 8            | 46           | 36           | 56           | 4位          | ベスト16     |
| 2003-04  | ブンデスリーガ1部 | 34           | 14           | 7            | 13           | 47           | 60           | 49           | 8位          | ベスト16     |
| 2004-05  | ブンデスリーガ1部 | 34           | 16           | 3            | 15           | 55           | 50           | 51           | 8位          | 1回戦敗退    |
| 2005-06  | ブンデスリーガ1部 | 34           | 21           | 5            | 8            | 53           | 30           | 68           | 3位          | ベスト16     |
| 2006-07  | ブンデスリーガ1部 | 34           | 10           | 15           | 9            | 43           | 37           | 45           | 7位          | 1回戦敗退    |
| 2007-08  | ブンデスリーガ1部 | 34           | 14           | 12           | 8            | 47           | 26           | 54           | 4位          | 準々決勝敗退 |
| 2008-09  | ブンデスリーガ1部 | 34           | 19           | 4            | 11           | 49           | 47           | 61           | 5位          | 準決勝敗退   |
| 2009-10  | ブンデスリーガ1部 | 34           | 13           | 13           | 8            | 56           | 41           | 52           | 7位          | 2回戦敗退    |
| 2010-11  | ブンデスリーガ1部 | 34           | 12           | 9            | 13           | 46           | 52           | 45           | 8位          | 2回戦敗退    |
| 2011-12  | ブンデスリーガ1部 | 34           | 8            | 12           | 14           | 35           | 57           | 36           | 15位         | ベスト16     |
| 2012-13  | ブンデスリーガ1部 | 34           | 14           | 6            | 14           | 42           | 53           | 48           | 7位          | 1回戦敗退    |
| 2013-14  | ブンデスリーガ1部 | 34           | 7            | 6            | 21           | 51           | 75           | 27           | 16位         | 準々決勝敗退 |
| 2014-15  | ブンデスリーガ1部 | 34           | 9            | 8            | 17           | 25           | 50           | 35           | 16位         | 2回戦敗退    |
| 2015-16  | ブンデスリーガ1部 | 34           | 11           | 8            | 15           | 40           | 46           | 41           | 10位         | 1回戦敗退    |
| 2016-17  | ブンデスリーガ1部 | 34           | 10           | 8            | 16           | 33           | 61           | 38           | 14位         | 準々決勝敗退 |
| 2017-18  | ブンデスリーガ1部 | 34           | 8            | 7            | 19           | 29           | 53           | 31           | 17位         | 1回戦敗退    |
| 2018-19  | ブンデスリーガ2部 | 34           | 16           | 8            | 10           | 45           | 42           | 56           | 4位          | 準決勝敗退   |
| 2019-20  | ブンデスリーガ2部 | 34           | 14           | 12           | 8            | 62           | 46           | 54           | 4位          | 2回戦敗退    |
| 2020-21  | ブンデスリーガ2部 | 34           | 16           | 10           | 8            | 71           | 44           | 58           | 4位          | 1回戦敗退    |
| 2021-22  | ブンデスリーガ2部 | 34           | 16           | 12           | 6            | 67           | 35           | 60           | 3位          | 準決勝敗退   |
| 2022-23  | ブンデスリーガ2部 | 34           | 20           | 6            | 8            | 70           | 45           | 66           | 3位          | 2回戦敗退    |
| 2023-24  | ブンデスリーガ2部 | 34           | 17           | 7            | 10           | 64           | 44           | 58           | 4位          | ベスト16敗退 |
| 2024-25  | ブンデスリーガ2部 | 34           | 16           | 11           | 7            | 78           | 44           | 59           | 2位          | 2回戦敗退    |
| 2025-26  | ブンデスリーガ1部 |              |              |              |              |              |              |              |              |              |

## 現所属メンバー
2024-2025シーズン 開幕戦(ケルン戦)フォーメーション(4-2-3-1)
2025年7月27日現在
注：選手の国籍表記はFIFAの定めた代表資格ルールに基づく。
| No. | Pos. |            | 選手名                                |
| --- | ---- | ---------- | ------------------------------------- |
| 1   | GK   | ポルトガル | ダニエル・ホイヤー・フェルナンデス () |
| 2   | DF   | フランス   | ウイリアム・ミケルブレンシス          |
| 3   | DF   | ドイツ     | ノア・カッターバッハ                  |
| 4   | DF   | ドイツ     | セバスチャン・ションラウ              |
| 6   | MF   | ポーランド | ウカシュ・ポレバ                      |
| 7   | FW   | フランス   | ジャン・リュック・ドンパ ()           |
| 8   | MF   | リビア     | ダニエル・エルファドリ ()             |
| 9   | FW   | ドイツ     | ロベルト・グラッツェル                |
| 10  | MF   | オランダ   | イマヌエル・フェライ                  |
| 11  | FW   | ガーナ     | ランスフォード・クニスデルファー ()   |
| 13  | DF   | ポルトガル | ギリェルメ・ラモス                    |
| 14  | FW   | フランス   | ライアン・フェリッペ                  |
| 15  | DF   | デンマーク | ユスフ・ポウルセン ()                 |
| 18  | FW   | ガンビア   | ベーカリー・ジャッタ ★                |
| 21  | MF   | ドイツ     | ニコライ・エンベルグ                  |

| No. | Pos. |              | 選手名                                 |
| --- | ---- | ------------ | -------------------------------------- |
| 22  | DF   | フランス     | アブバカ・ソウマホロ ()                |
| 23  | MF   | ドイツ       | ヨナス・メファート                     |
| 24  | DF   | アルゼンチン | ニコラス・カパルド ()                  |
| 25  | DF   | ナイジェリア | ジョーダン・トルナリガ ()              |
| 26  | GK   | イスラエル   | ダニエル・ペレツ ()                    |
| 28  | DF   | スイス       | ミロ・ムハイム ★                       |
| 29  | FW   | アルバニア   | エミル・サヒティ ()                    |
| 30  | DF   | スイス       | シルヴァン・ヘフティ                   |
| 38  | FW   | ノルウェー   | アレクサンデル・ロッシング＝レレシット |
| 39  | DF   | ドイツ       | ジョエル・アギェクム ()                |
| 40  | GK   | ドイツ       | ハンエス・ヘルマン ()                  |
| 41  | GK   | ドイツ       | フェルナンド・ディッケス               |
| 45  | FW   | ドイツ       | ファビオ・ベルデ ()                    |
| 48  | MF   | ドイツ       | ビラル・ヤルシンカヤ ()                |
| 49  | DF   | ドイツ       | オットー・スタンジェ ()                |

※括弧内の国旗はその他の保有国籍を、星印はEU圏外選手を示す。
監督
- シュテフェン・バウムガルト（英語版）

### ローン移籍選手
in
注：選手の国籍表記はFIFAの定めた代表資格ルールに基づく。
| No. | Pos. |            | 選手名                           |
| --- | ---- | ---------- | -------------------------------- |
| 26  | GK   | イスラエル | ダニエル・ペレツ (バイエルン) () |

out
注：選手の国籍表記はFIFAの定めた代表資格ルールに基づく。
| No. | Pos. |              | 選手名                          |
| --- | ---- | ------------ | ------------------------------- |
| --  | MF   | フィンランド | アンシ・スホネン (エステルスIF) |

## 歴代監督
出典
| - マルティン・ヴィルケ 1963-1964 - ゲオルク・ガヴリチェク 1964-1966 - ヨーゼフ・シュナイダー 1966-1967 - クルト・コッホ 1967-1969 - ゲオルク・クネップフレ 1969-1970 - クラウス＝ディーター・オクス 1970-1973 - クノ・クレッツァー 1973-1977 - ルディ・グーテンドルフ 1977 - アルコチ・ウズジャン 1977-1978 - ブランコ・ゼベツ 1978-1980 - アレクサンダル・リスティッチ 1981 - エルンスト・ハッペル 1981-1987 - ヨシップ・スコブラル 1987 - ヴィリ・ライマン 1987-1990 - ゲルト＝フォルカー・ショック 1990-1992 - エゴン・コールデス 1992 - ベノ・メールマン 1992-1995 - フェリックス・マガト 1995-1997 - ラルフ・シェアー 1997 （暫定） - フランク・パーゲルスドルフ 1997-2001 - ホルガー・ヒーロニムス 2001 （暫定） - クルト・ヤーラ 2001-2003 - クラウス・トップメラー 2003-2004 - トーマス・ドル 2004-2007.2 - フープ・ステフェンス 2007.2-2008.6 | - マルティン・ヨル 2008.7-2009.5 - ブルーノ・ラッバディア 2009.6-2010.5 - リカルド・モニズ 2010.5-2010.7 （暫定） - アルミン・フェー 2010.7-2011.3 - ミヒャエル・エニング 2011.3-2011.9 - ロドルフォ・カルドーソ 2011.9-2011.10 （暫定） - フランク・アルネセン 2011.10 （暫定） - トルステン・フィンク 2011.10-2013.9 - ロドルフォ・カルドーソ 2013.9 （暫定） - ベルト・ファン・マルワイク 2013.9-2014.2 - ミルコ・スロムカ 2014.2-2014.9 - ヨーゼフ・ツィンバウアー 2014.9-2015.3 - ペーター・クネーベル 2015.3-2015.4 - ブルーノ・ラッバディア2015.4-2016.9 - マルクス・ギスドル 2016.9-2018.1 - ベルント・ホラーバッハ 2018.1-2018.3 - クリスティアン・ティッツ 2018.3-2018.10 - ハネス・ヴォルフ 2018.10-2019.5 - ディター・ヘッキング 2019.7-2020.6 - ダニエル・ティウネ 2020.7-2024.2 - シュテフェン・バウムガルト 2024.2- |

## 歴代所属選手

### GK
- ウリ・シュタイン 1980-1987, 1994-95
- ハンス＝イェルク・ブット 1997-2001
- フランク・ロスト 2007-2011
- レネー・アードラー 2012-2017

### DF
- ヴィリ・シュルツ 1965-1973
- マンフレート・カルツ 1971-1989, 1990-1991
- ディトマー・ヤコブス 1979-1989
- フランツ・ベッケンバウアー 1981-1982
- ステファヌ・アンショズ 1995-1997
- アンドレイ・パナディッチ 1997-2002
- トマーシュ・ウイファルシ 2001-2004
- ミヒャエル・バウアー 2002-2003
- ハリド・ブラールズ 2004-2006
- ダニエル・ファン・ブイテン 2004-2006
- ミショ・ブレチュコ 2004-2008
- ギー・デメル 2005-2009
- ティモテ・アトゥーバ 2005-2011
- ヴァンサン・コンパニ 2006-2008
- ヨリス・マタイセン 2006-2011
- マルセル・ヤンセン 2008-2015
- ダヴィド・ロゼフナル 2009-2011
- ハイコ・ヴェスターマン 2010-2015
- デニス・ディークマイアー 2010-2018
- ヨハン・ジュルー 2013-2017
- マティアス・オストルツォレク 2014-2017
- 酒井高徳 2015-2019
- ドウグラス・サントス 2016-2019
- キリアコス・パパドプーロス 2017-
- メルギム・マフライ 2017-2018

### MF
- フェリックス・マガト 1976-1986
- ヴォルフガンク・ロルフ 1982-1986
- ウーベ・バイン 1987-1989
- ヨン・イェンセン 1988-1990
- トーマス・ドル 1990-1991, 1998-2001
- ヨルダン・レチコフ 1992-1996
- ハサン・サリハミジッチ 1995-1998
- マルクス・ショップ 1996-1998
- トーマス・グラヴェセン 1998-1999
- ニコ・コヴァチ 1999-2001
- メフディ・マハダビキア 1999-2007
- ロダー・アンタル 2001–2003
- ダヴィド・ヤロリーム 2003-2012
- レト・ツィークラー 2005-2006
- ラファエル・ファン・デル・ファールト 2005-2008, 2012-2015
- ナイジェル・デ・ヨング 2006-2009
- ファン・パブロ・ソリン 2006-2008
- ゼ・ロベルト 2009-2011
- ゴイコ・カチャル 2010-2016
- ペトル・イラーチェク 2012-2015
- ミラン・バデリ 2012-2014
- ニコライ・ミュラー 2014-2018
- ルイス・ホルトビー 2014-2019
- アルビン・エクダル 2015-2018
- ミヒャエル・グレゴリッチュ 2015-2017
- アーロン・ハント 2016-2021
- フィリップ・コスティッチ 2016-2019
- アレン・ハリロヴィッチ 2016-2018
- ワラシ 2017-2018
- 伊藤達哉 2017-2019

### FW
- ウーヴェ・ゼーラー 1954-1972
- ケビン・キーガン 1977-1980
- ホルスト・ルベッシュ 1978-1983
- オリバー・ビアホフ 1988-1989
- フランク・オルデネビッツ 1995
- バヒド・ハシェミアン 1999-2002
- マレク・ハインツ  2000-2003.1
- セルゲイ・バルバレス 2000-2006
- 高原直泰 2002-2006
- ベルナルド・ロメオ 2003-2004
- エミール・ムペンザ 2004-2006
- ベンヤミン・ラウト 2004-2007
- アイウトン 2006
- モハメド・ジダン 2007-2008
- イヴィツァ・オリッチ 2007.1-2009, 2015-2016
- ムラデン・ペトリッチ 2008-2012
- マルクス・ベリ 2009-2013
- ルート・ファン・ニステルローイ 2010.1-2011
- オラ・ジョン 2014
- ピエール＝ミシェル・ラソッガ 2014-2019
- スヴェン・シプロック 2015-2018
- ボビー・ウッド 2016-2021
- 孫興民2010-2013

## その他のスポーツ
ドイツのスポーツクラブはその傘下にいろいろな種類のスポーツ部門を持つ「総合型スポーツクラブ」として知られているが、HSVにはほかに以下のものがある。
- HSV II（アマチュア）:レギオナルリーガ･ノルト（地域リーグ北部:4部相当）
- アンダー19:Aユニオーレン･ブンデスリーガ･ノルト（Aジュニアリーグ北部）
- アンダー17:Bユニオーレン･ブンデスリーガ･ノルト（Bジュニアリーグ北部）
- アンダー16:Bユニオーレン･レギオナルリーガ･ノルト（Bジュニア地域リーグ北部）
- バドミントン
- バスケットボール
- ボウリング
- 体操（一般の部／子女の部）
- ハンドボール
- 陸上競技
- 整体リハビリ体操
- ラグビー
- 水泳
- テニス
- 卓球
- ホッケー
- インラインホッケー
- アイスホッケー
- ダンス
- 空手
- 野球